# Elisabeth của Bohemia, Công tước phu nhân Áo
Elisabeth của Bohemia (tiếng Đức: Elisabeth von Böhmen; 1358–1373), đôi được gọi là Elisabeth của Luxemburg (tiếng Đức: Elisabeth von Luxemburg), là con gái của Karl IV của Thánh chế La Mã và Anna xứ Schweidinitz. Cô được đặt theo tên bà nội, Elisabeth của Bohemia (1292-1330).
Cô có một anh trai, Wenzel, Vua của người La Mã, và một chị gái thứ 2 cùng cha khác mẹ, Katharina của Bohemia có mẹ là Blanche xứ Valois, người vợ quá cố trước của Charles IV. Elisabeth có một người chị cùng cha khác mẹ là Blanche và Margarethe của Bohemia nhưng 2 cô bé đã qua đời năm 1349, vì vậy Elisabeth không bao giờ được gặp 2 người chị của mình.
Sau khi mẹ qua đời, Charles đã tái hôn lần cuối cùng với Elizabeth xứ Pomerania. Elisabeth có được sáu em cùng cha khác mẹ từ cuộc hôn nhân: Anna, Vương hậu Anh, Sigismund, Hoàng đế La Mã thần thánh, Margarete của Bohemia, John xứ Görlitz, Charles và Henry.
Elisabeth kết hôn khi cô chỉ mới tám tuổi vào năm 1366 với Albrecht III, Công tước Áo. Elisabeth và Albert không có con do còn quá bé và cô qua đời chỉ mới mười lăm tuổi vào năm 1373. Sau đó, cô được chôn cất cùng cha mẹ của Albert tại Gaming Charterhouse ở Áo.
Chồng cô tái hôn sau đó với Beatrix xứ Zollern và có một người con là Albrecht IV, Công tước Áo.